# Gnadenhütten-Massaker
Als Gnadenhütten-Massaker wird in erster Linie das spätere von zwei Ereignissen an zwei verschiedenen Orten bezeichnet:

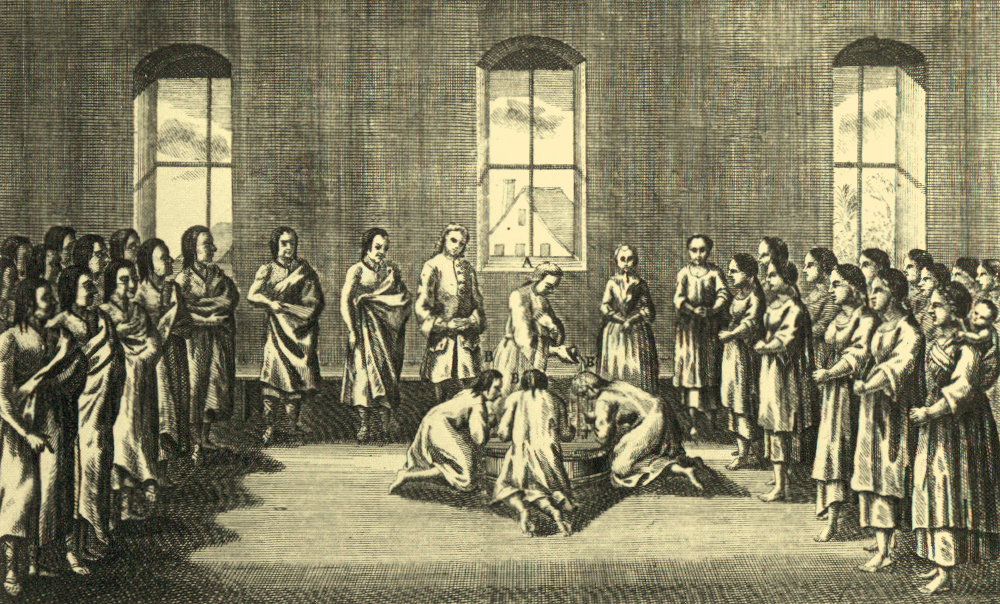
Ein Mährischer Bruder tauft drei Munsee-Delaware

Im November 1755 wurde im Verlauf des Siebenjährigen Krieges die Siedlung Gnadenhütten, Pennsylvania, von Indianern überfallen.
Am 8. März 1782 wurden am Ende des Amerikanischen Unabhängigkeitskrieges in Gnadenhutten, Ohio, 96 christliche Indianer von amerikanischen Soldaten der Pennsylvania-Miliz getötet.

## Geschichtlicher Hintergrund
Die Mährischen oder Herrnhuter Brüder kamen im Jahr 1735 aus Deutschland nach Nordamerika und predigten Widerstands- und Gewaltlosigkeit. Die christliche Lehre fiel bei den Ureinwohnern auf fruchtbaren Boden. Die so genannten Mährischen Indianer wohnten in Pennsylvania in Dörfern mit Namen wie Salem, Bethlehem oder Gnadenhütten. Dort züchteten sie Pferde und Rinder, kultivierten Obstgärten, bestellten ihre Felder und versammelten sich täglich zum Gottesdienst. Sie kleideten sich wie die Weißen und trugen ihr Haar wie diese. In Gnadenhütten am Mahoning River in Pennsylvania wurde am 24. November 1755 im Zuge des Franzosen- und Indianerkrieges die Herrnhuter Missionsstation von mit den Franzosen verbündeten Indianern überfallen und sämtliche Missionare und christlichen Lenape umgebracht.
Obwohl die Herrnhuter Brüder zu vielen Stämmen Kontakt hatten, war die Bekehrung der Lenni Lenape offenbar ihr wichtigstes Missionsziel. Sie folgten diesem Stamm westwärts von Pennsylvania über Ohio und Indiana schließlich nach Kansas. Im Jahr 1772 gründete David Zeisberger von der Herrnhuter Brüdergemeine für konvertierte Lenni Lenape am Tuscarawas River den Ort Gnadenhütten in Ohio, benannt nach dem Ort in Pennsylvania.
Im Amerikanischen Unabhängigkeitskrieg (1775–1783) waren die Lenape uneinig, auf welcher Seite sie kämpfen sollten. Diese Frage war von entscheidender Bedeutung, weil ihr Wohngebiet mit dem Hauptdorf Coshocton zwischen zwei wichtigen Stützpunkten der beiden Kriegsparteien lag. Auf der einen Seite gab es den amerikanischen Außenposten Fort Pitt, auf der anderen Seite befand sich das britische Fort Detroit mit seinen indianischen Alliierten. Einige Lenape wollten gegen die Amerikaner kämpfen, zogen in die Nähe von Detroit und schlugen ihr Lager am Scioto und Sandusky River auf. Eine zweite Gruppe blieb in Cocoshton und sympathisierte mit den Amerikanern. Sie unterzeichneten 1778 mit den Vereinigten Staaten einen Vertrag, in der Hoffnung, in Ohio einen indianischen Staat errichten zu können. Eine dritte, sehr kleine Gruppe bestand aus christlichen Munsee-Delaware, einem Stamm der Lenni Lenape, die in mehreren von den Mährischen Brüdern betreuten Dörfern in dieser Gegend lebten.
Häuptling White Eyes (dt.: Weiße Augen) gehörte zu den Lenape, die den Vertrag mit den Amerikanern unterzeichnet hatten. Er wurde 1778 von  einer amerikanischen Miliz getötet. Danach wechselten viele der Lenape aus Coshocton die Seiten. Die Amerikaner unter der Führung von Colonel Daniel Brodhead antworteten 1781 mit der Zerstörung von Coshocton, viele Bewohner konnten zu den Engländern fliehen.

## Das Massaker
Im September 1781 brachten  mit den Briten verbündete Indianer die christlichen Munsee-Delaware und ihre weißen Missionare zum Schutz in ein anderes Dorf am Sandusky River. Die Missionare David Zeisberger und John Heckewelder holte man nach Detroit, weil sie verdächtigt wurden, den Amerikanern in Fort Pitt geheime militärische Informationen geliefert zu haben. Die Missionare wurden entlastet, Historiker ermittelten jedoch später, dass sie die Amerikaner tatsächlich über britische Truppenbewegungen informiert hatten. Im neuen Dorf der Munsee-Delaware hungerten die Menschen und im Februar kehrten über 100 von ihnen nach Gnadenhütten zurück, um den Mais zu ernten, der noch vom vorigen Jahr auf den Feldern stand.
Anfang März war eine Truppe der Pennsylvania-Miliz unter dem Kommando von Captain David Williamson unterwegs, um feindliche Indianer zu bekämpfen. Am 8. März 1782 erreichten sie Gnadenhütten und verdächtigten die Bewohner, Siedlungen in Pennsylvania überfallen zu haben. Diese wiesen die Anschuldigungen zurück, wurden aber eingekreist und in zwei Gebäuden (Männer und Frauen/Kinder getrennt) über Nacht eingesperrt. Die Milizionäre hielten eine Abstimmung über das Schicksal der Gefangenen ab und eine Mehrzahl sprach sich für die Hinrichtung aus; einige, die damit nicht einverstanden waren, verließen die Truppe.
Die Indianer wurden über den Beschluss informiert und verbrachten die Nacht mit Gebeten und Gesängen. Am Morgen brachten die Soldaten die Gefangenen in zwei Hütten (ebenfalls nach Geschlechtern getrennt), ließen sie niederknien und zerschlugen ihre Schädel mit einem schweren Hammer. Williamsons Männer ermordeten 28 Männer, 29 Frauen und 39 Kinder. Die Toten wurden in den Hütten zu Haufen aufgeschichtet und alle Gebäude niedergebrannt. Es gab nur zwei Überlebende; von ihnen wurden die Missionare über den Vorfall informiert.

## Die Folgen

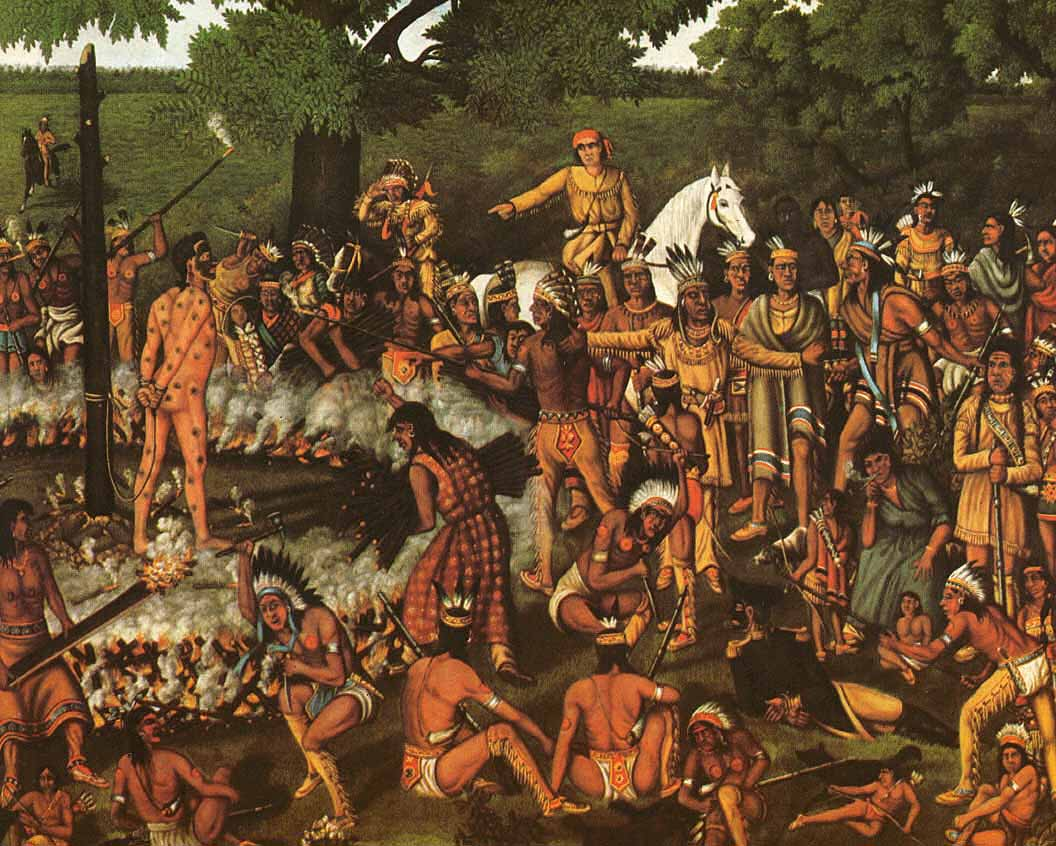
Crawford am Marterpfahl

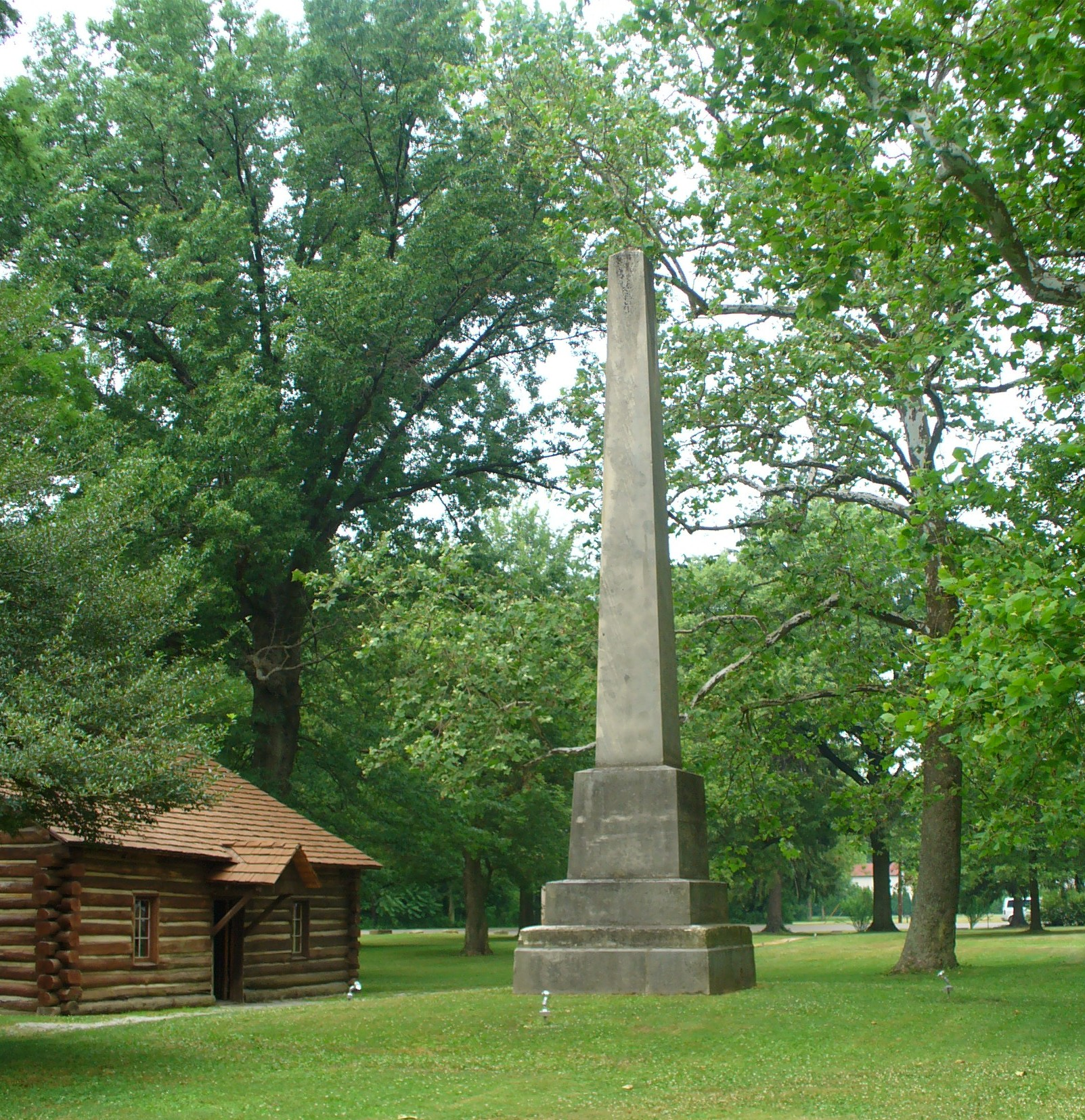
Denkmal für die Opfer

Viele weiße Amerikaner waren empört, als das Massaker von Gnadenhütten bekannt wurde. Obwohl einige von ihnen eine gerichtliche Untersuchung dieses Vorfalls forderten, wurde niemals Anklage gegen die Schuldigen erhoben, denn die Gesetze der USA in der damaligen Zeit schützten die Indianer an der Siedlungsgrenze nicht. Ohio wurde erst 1803 ein US-Bundesstaat.
Die gegen die Amerikaner kämpfenden Lenni Lenape jedoch verlangten nach Rache für Gnadenhütten. Als General George Washington von dem Massaker hörte, warnte er seine Soldaten, sich nicht lebend von Lenni-Lenape-Kriegern gefangen nehmen zu lassen. Dennoch geriet Colonel William Crawford, der nichts mit dem Massaker zu tun hatte, bei den Lenni Lenape und Wyandot in Gefangenschaft. Da er bei einem späteren Feldzug das Kommando über die Truppe von Williamson bekommen hatte, wurde er zwei Stunden lang am Marterpfahl gefoltert und bei lebendigem Leib verbrannt. Obwohl der Krieg kurz danach zu Ende war, wurde über Crawfords Hinrichtung in der Presse der Vereinigten Staaten ausführlich berichtet, wodurch die ohnehin schon schlechten Beziehungen zwischen Ureinwohnern und Einwanderern noch mehr belastet wurden.
Im Jahr 1872 wurde im Zentrum des ehemaligen Indianerdorfs neben Blockhütten im Originalstil ein Denkmal errichtet. Der 11 Meter hohe Obelisk trägt die Inschrift: Here triumphed in death ninety Christian Indians, March 8, 1782. Ins Deutsche übersetzt etwa: Hier triumphierten im Tod 90 christliche Indianer, 8. März 1782.